# George Brent
George Brent, född 15 mars 1899 i Ballinasloe i County Galway, Irland, död  26 maj 1979 i Solana Beach i San Diego County, Kalifornien, var en  irländsk-amerikansk filmskådespelare.

## Karriär
Brent flyttade till USA i vuxen ålder. På 30-talet var han med i sin första film och skrev kontrakt med Warner Bros.. Han blev en framgångsrik huvudrollsinnehavare under 30- och 40-talet. Han var bland annat Bette Davis vanligaste manliga motspelare, de medverkade i totalt tretton filmer tillsammans däribland Skandalen kring Julie (1938) och Seger i mörkret (1939). Brent spelade även emot Ruby Keeler i 42nd Street (1933), Greta Garbo i Den brokiga vävnaden (1934) samt Madeleine Carroll, Jean Arthur, Myrna Loy, Merle Oberon, Ann Sheridan, Joan Fontaine, Barbara Stanwyck, Lucille Ball och Yvonne De Carlo i diverse filmer, främst i romantiska komedier och B-filmer.
Han har två stjärnor på Hollywood Walk of Fame, en för film vid 1709 Vine Street och en för television vid 1612 Vine Street.

## Privatliv
Brent, känd som en kvinnokarl i Hollywood sågs tillsammans med bland annat Greta Garbo, Olivia de Havilland, Loretta Young och Bette Davis. Han var gift fyra gånger: Ruth Chatterton (1932–1934), Constance Worth (1937) och Ann Sheridan (1942–1943). Hans sista äktenskap var med Janet Michaels, en fd modell och kläddesigner, de varade 27 år fram till hans död 1974. Tillsammans hade de två barn, en son och en dotter. 

## Filmografi (i urval)
- 1932 – Fasornas hus
- 1932 – En natt i kärlek
- 1933 – 42:a gatan
- 1933 – En farlig kvinna
- 1933 – Ungkarlsflickan
- 1934 – Den brokiga vävnaden
- 1935 – Sensationen för dagen
- 1936 – Den gyllene pilen
- 1936 – På de anklagades bänk
- 1938 – Skandalen kring Julie
- 1939 – Seger i mörkret
- 1939 – Kvinna mot kvinna
- 1940 – Regnbågsdivisionen
- 1941 – Den stora lögnen
- 1942 – I detta vårt liv
- 1942 – Kvinnohjärtan på villovägar
- 1945 – Spiraltrappan
- 1945 – Susans kärleksaffärer
- 1946 – I morgon och för alltid
- 1946 – Vi möts och vi skiljs